# 低鰭刺鯊
低鰭刺鯊（學名：Centrophorus lusitanicus），又名尖鰭鮫，為軟骨魚綱板鰓亞綱角鯊目刺鯊科的魚類。是一大型深海鯊魚。

## 身體特徵
低鰭刺鯊沒有臀鰭，兩條背鰭都有鰭棘，第一背鰭比第二背鰭大很多。吻長而闊，胸鰭尖角。牠們最長可達1.6米。

## 分佈
低鰭刺鯊分佈在葡萄牙及西非對出的東大西洋、近莫桑比克及馬達加斯加的印度洋、及台灣的西太平洋。

## 習性及棲息地
低鰭刺鯊生活在水深300-1,400米。牠們卵胎生的，每胎可達6條幼鯊。牠們以其他鯊魚、硬骨魚、蟹及龍蝦為食物。